# Zápas na Letních olympijských hrách 2004
Zápas na Letních olympijských hrách 2004 v Athénách nabídl souboje o osmnáct sad medailí, a to mužů v sedmi váhových kategoriích ve volném stylu a v sedmi v řecko-římském a poprvé v historii se o medaile utkaly také ženy a to ve čtyřech váhových kategoriích ve volném stylu.

## Medailisté

### Muži

#### Volný styl
| Kategorie | Zlato                                         | Stříbro                                     | Bronz                             |
| --------- | --------------------------------------------- | ------------------------------------------- | --------------------------------- |
| 55 kg     | Mavlet Batyrov · Rusko (RUS)                  | Stephen Abas · Spojené státy americké (USA) | Čikara Tanabe · Japonsko (JPN)    |
| 60 kg     | Yandro Quintana · Kuba (CUB)                  | Masoud Mostafa-Jokar · Írán (IRI)           | Kendži Inoue · Japonsko (JPN)     |
| 66 kg     | Elbrus Tedejev · Ukrajina (UKR)               | Jamill Kelly · Spojené státy americké (USA) | Machač Murtazalijev · Rusko (RUS) |
| 74 kg     | Buvajsar Sajtijev · Rusko (RUS)               | Gennadij Lalijev · Kazachstán (KAZ)         | Iván Fundora · Kuba (CUB)         |
| 84 kg     | Cael Sanderson · Spojené státy americké (USA) | Mun Ui-če · Jižní Korea (KOR)               | Sadžid Sadžidov · Rusko (RUS)     |
| 96 kg     | Chadžimurat Gacalov · Rusko (RUS)             | Magomed Ibragimov · Uzbekistán (UZB)        | Alírezá Hajdárí · Írán (IRI)      |
| 120 kg    | Artur Tajmazov · Uzbekistán (UZB)             | Alireza Rezaei · Írán (IRI)                 | Aydın Polatçı · Turecko (TUR)     |

### Řecko-římský zápas
| Kategorie | Zlato                                       | Stříbro                             | Bronz                                        |
| --------- | ------------------------------------------- | ----------------------------------- | -------------------------------------------- |
| 55 kg     | István Majoros · Maďarsko (HUN)             | Hejdar Mammadalijev · Rusko (RUS)   | Artem Kjuregjan · Řecko (GRE)                |
| 60 kg     | Jung Ji-Hyun · Jižní Korea (KOR)            | Roberto Monzón · Kuba (CUB)         | Armen Nazarjan · Bulharsko (BUL)             |
| 66 kg     | Farid Mansurov · Ázerbájdžán (AZE)          | Şeref Eroğlu · Turecko (TUR)        | Mchitar Manukjan · Kazachstán (KAZ)          |
| 74 kg     | Aleksandre Dochturišvili · Uzbekistán (UZB) | Marko Yli-Hannuksela · Finsko (FIN) | Varteres Samurgašev · Rusko (RUS)            |
| 84 kg     | Alexej Mišin · Rusko (RUS)                  | Ara Abra'amjan · Švédsko (SWE)      | Viachaslau Makaranka · Bělorusko (BLR)       |
| 96 kg     | Karam Gaber · Egypt (EGY)                   | Ramaz Nozadze · Gruzie (GEO)        | Mehmet Özal · Turecko (TUR)                  |
| 120 kg    | Chasan Barojev · Rusko (RUS)                | Giorgi Curcumija · Kazachstán (KAZ) | Rulon Gardner · Spojené státy americké (USA) |

### Volný styl (ženy)
| Kategorie | Zlato                             | Stříbro                                       | Bronz                                              |
| --------- | --------------------------------- | --------------------------------------------- | -------------------------------------------------- |
| 48 kg     | Iryna Merleniová · Ukrajina (UKR) | Čiharu Ičová · Japonsko (JPN)                 | Patricia Mirandaová · Spojené státy americké (USA) |
| 55 kg     | Saori Jošidaová · Japonsko (JPN)  | Tonya Verbeeková · Kanada (CAN)               | Anna Gomisová · Francie (FRA)                      |
| 63 kg     | Kaori Ičová · Japonsko (JPN)      | Sara McMannová · Spojené státy americké (USA) | Lise Legrandová · Francie (FRA)                    |
| 72 kg     | Wang Xu · Čína (CHN)              | Gouzel Maniourova · Rusko (RUS)               | Kjókó Hamaguči · Japonsko (JPN)                    |

## Přehled medailí
| Pořadí | Země                         | Zlato | Stříbro | Bronz | Celkově |
| ------ | ---------------------------- | ----- | ------- | ----- | ------- |
| 1      | Rusko (RUS)                  | 5     | 2       | 3     | 10      |
| 2      | Japonsko (JPN)               | 2     | 1       | 3     | 6       |
| 3      | Uzbekistán (UZB)             | 2     | 1       | 0     | 3       |
| 4      | Ukrajina (UKR)               | 2     | 0       | 0     | 2       |
| 5      | Spojené státy americké (USA) | 1     | 3       | 2     | 6       |
| 6      | Kuba (CUB)                   | 1     | 1       | 1     | 3       |
| 7      | Jižní Korea (KOR)            | 1     | 1       | 0     | 2       |
| 8      | Ázerbájdžán (AZE)            | 1     | 0       | 0     | 1       |
| 8      | Čína (CHN)                   | 1     | 0       | 0     | 1       |
| 8      | Egypt (EGY)                  | 1     | 0       | 0     | 1       |
| 8      | Maďarsko (HUN)               | 1     | 0       | 0     | 1       |
| 12     | Írán (IRI)                   | 0     | 2       | 1     | 3       |
| 12     | Kazachstán (KAZ)             | 0     | 2       | 1     | 3       |
| 14     | Turecko (TUR)                | 0     | 1       | 2     | 3       |
| 15     | Kanada (CAN)                 | 0     | 1       | 0     | 1       |
| 15     | Finsko (FIN)                 | 0     | 1       | 0     | 1       |
| 15     | Gruzie (GEO)                 | 0     | 1       | 0     | 1       |
| 15     | Švédsko (SWE)                | 0     | 1       | 0     | 1       |
| 19     | Francie (FRA)                | 0     | 0       | 2     | 2       |
| 20     | Bělorusko (BLR)              | 0     | 0       | 1     | 1       |
| 20     | Bulharsko (BUL)              | 0     | 0       | 1     | 1       |
| 20     | Řecko (GRE)                  | 0     | 0       | 1     | 1       |
| Celkem | Celkem                       | 18    | 18      | 18    | 54      |

## Zúčastněné země
Do bojů o medaile zasáhlo 342 zápasníků z 66 zemí:
| - Afghánistán (1) - Albánie (1) - Alžírsko (1) - Arménie (7) - Austrálie (1) - Ázerbájdžán (7) - Bělorusko (10) - Brazílie (1) - Bulharsko (13) - Čína (9) - Česko (2) - Dánsko (1) - Dominikánská republika (1) - Egypt (3) - Estonsko (1) - Finsko (2) |  | - Francie (6) - Makedonie (2) - Gruzie (12) - Guam (1) - Guinea-Bissau (1) - Indie (7) - Írán (13) - Izrael (3) - Itálie (6) - Japonsko (13) - Jihoafrická republika (1) - Jižní Korea (9) - Kanada (7) - Kazachstán (12) - Kolumbie (1) - Kuba (12) |  | - Kyrgyzstán (8) - Lotyšsko (1) - Litva (3) - Maďarsko (9) - Moldavsko (2) - Mongolsko (6) - Namibie (1) - Německo (9) - Nigérie (1) - Norsko (1) - Palau (1) - Peru (1) - Polsko (9) - Portugalsko (1) - Portoriko (1) - Rakousko (3) - Rumunsko (5) |  | - Rusko (18) - Řecko (18) - Senegal (1) - Severní Korea (1) - Srbsko a Černá Hora (1) - Slovensko (3) - Spojené státy americké (17) - Španělsko (2) - Švédsko (7) - Švýcarsko (2) - Tádžikistán (4) - Tunisko (1) - Turecko (12) - Ukrajina (16) - Uzbekistán (7) - Velká Británie (1) - Venezuela (2) |